# Siderópolis
Siderópolis este un oraș în Santa Catarina (SC), Brazilia.